# Den galna måndagen

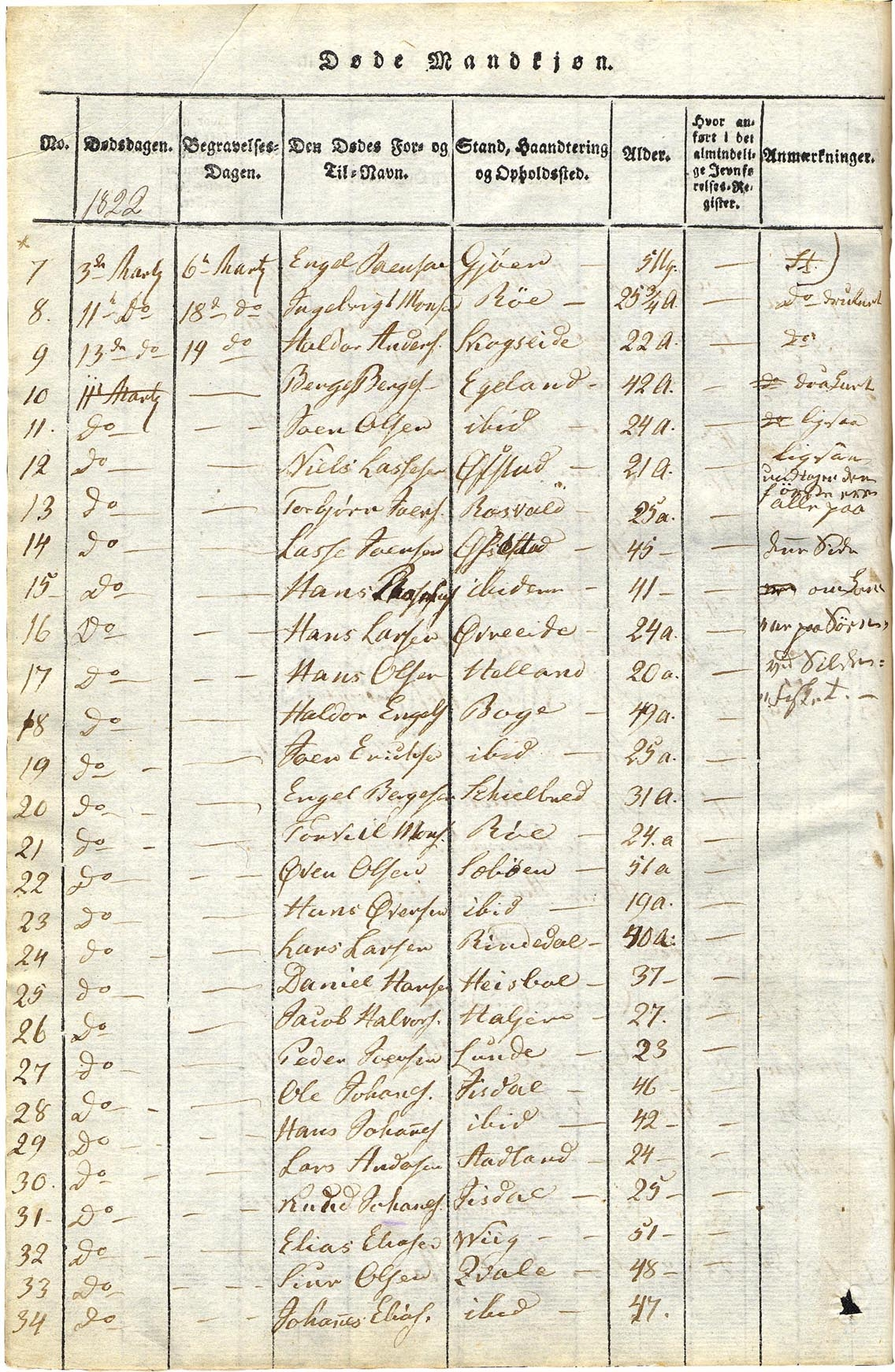
Sida med lista över omkomna i ovädret, från Os kyrkobok.

Den galna måndagen (bokmål: Den gale mandagen) var ett oväder som kom in över Vestlandet i Norge den 11 mars 1822. Det antas att ca 300 människor miste livet på havet på grund av ovädret. 
Ovädret kom plötsligt, dagen hade börjat med lugnt och vackert väder. Många fiskare ska ha kommit från fjordbyarna för att vara med på fisket som hade varit bra det året. Under dagen mulnade det på och snöblandat regn började komma, vinden tilltog snabbt till orkanstyrka. Muntliga berättelser tyder på att 300 människor omkom på havet, dessutom omkom människor på land av hus som rasade ihop. I kyrkböckerna kan man hitta 150 människor som dog i ovädret, men sannolikt blev bara de omkomna som blev funna registrerade i böckerna, så antalet döda var större.[källa behövs]